# 對敵防空壓制
对敌防空压制（英文：Suppression of Enemy Air Defenses；缩写：SEAD），又称压制敌方防空，是一种軍事行动，旨在削弱或瘫痪敌方地面防空系统（包括地對空導彈和高射炮），通常作为进攻初期的关键步骤。在美国，这类任务常被称为“野鼬任務”（Wild Weasel missions）或“铁手任务”（Iron Hand missions）。
在近年来的美军作战行动中，约有四分之一在展开主要攻击前，首先实施了对敌防空压制行动。

## 武器
反輻射飛彈（如美國的AGM-88和英國的ALARM）是與此類任務關係最密切的武器之一。在對敵方空壓制任務中，任何能破壞或摧毀防空系統單位的武器皆可用於行動。 例如將鋪路式雷射導引炸彈用於摧毀雷達天線時，雖然其並未特別強調用於對敵防空壓制中，但仍然達到對敵防空壓制的效果。
地對空飛彈陣地通常是分布在一個相對寬闊的區域，陣地也屬於相對較軟的目標（如飛彈發射器、雷達天線等等），使用集束炸彈常能對防空系統造成嚴重的損壞，是在對敵方空壓制的無導引武器中最有效的武器之一。例如MK20石眼式集束炸彈以及CBU-87集束炸彈便常用於對付固定的防空飛彈陣地、或用於「清理」那些雷達或C&C設施已經先被長程的反輻射飛彈或空對地飛彈破壞的陣地。美軍新型的AGM-154联合战区外武器由於具有長程攻擊的能力，飛機能在不受長程飛彈威脅的距離以外發射，另外對於軟地面目標也具有相對大的破壞面積，是非常具有價值的對敵方空壓制武器。

## 國家

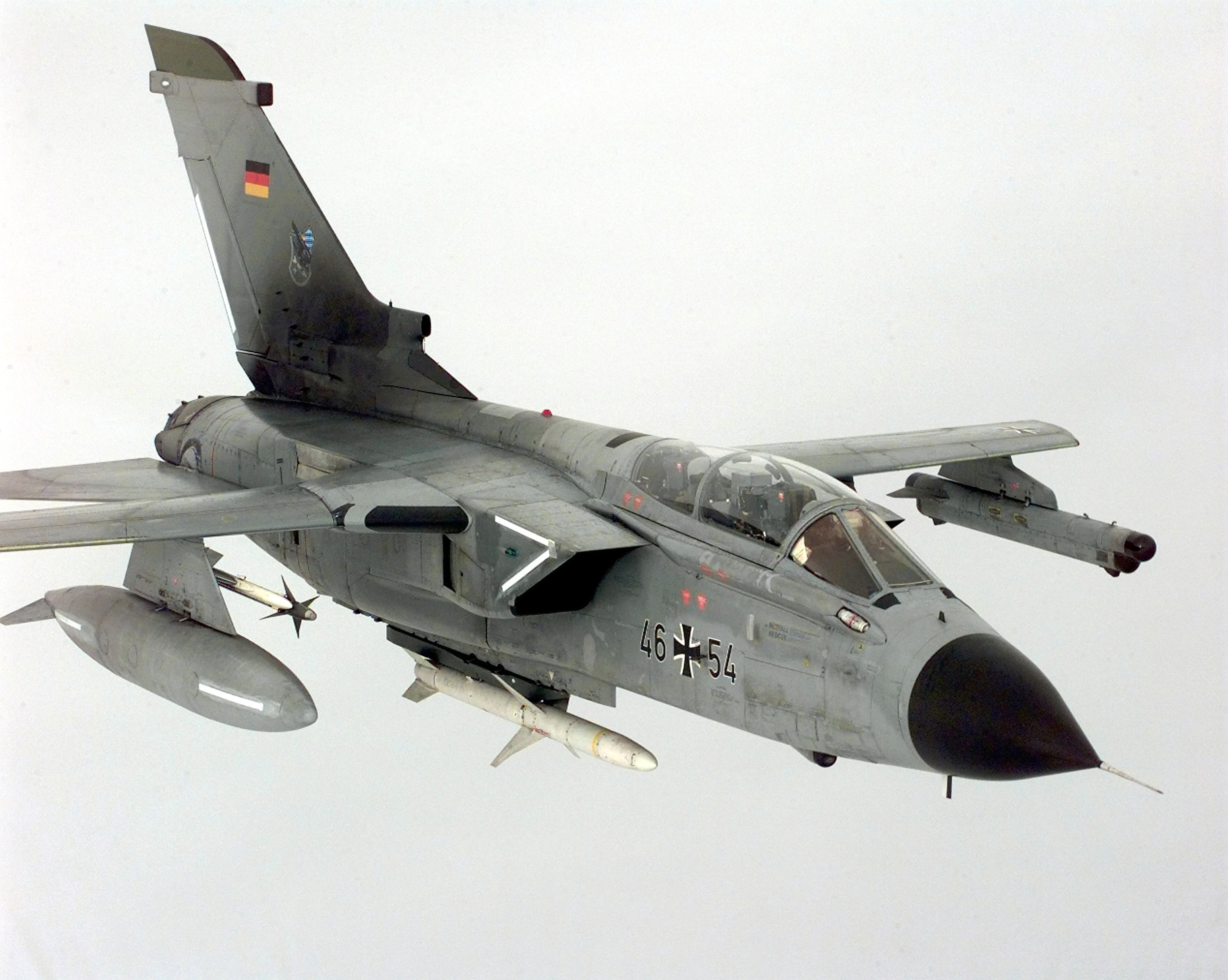
德國空軍的龍捲風ECR

美軍在越戰時期是使用戰術戰鬥機的專門改型，例如F-105G雷長以及F-4G幽靈二式來執行對敵防空壓制任務。這些飛機被暱稱為「野鼬」，也常把自己當作敵方防禦的誘餌。例外一方面蘇聯則偏好使用攔截機的改型從遠距離摧毀目標，例如米格-25BM或是武裝有飛彈的轟炸機如圖-22M。
目前美國空軍則使用F-16戰隼多功能戰鬥機，作為對敵防空壓制的主要機種。F-16具有可調整的地面攻擊配置，其中包含對敵方空壓制能力。美国空軍和海軍在近十年來更加強調多功能的戰鬥機，使用功能單一的戰機顯得過時。實際上在有需要的時候，任何能攜帶空對地軍械的飛機都能把配置設定成能有效的執行對敵防空壓制任務。第二選擇則包含海軍的多功能戰鬥機F/A-18超級大黃蜂、中型攻擊戰機F-15E攻擊鷹、海陸攻擊戰鬥機AV-8B海獵鷹、以及近空支援戰鬥機A-10雷霆，視任務需求及飛機的可用性來決定。開始服役的第五代戰機則略為傾向回到較為專門用途的戰機，如F-22猛禽雖然能攜帶對地武器，但不像F-16及F/A-18較多功能的平衡設定，其主要任務仍然是取得空優；而F-35閃電II則主要是執行地面攻擊任務。F-35預計在2022年8月改裝後，將擁有全面的對敵防空壓制能力。
在欧洲空軍方面，對敵防空壓制大部分落在英國皇家空軍的龍捲風GR4s、德國空軍的龍捲風ECR、以及義大利空軍的龍捲風ECR身上。英國空軍的龍捲風式主要掛載前述的ALARM飛彈，而義大利及德國的龍捲風電子偵察型則配有AGM-88 HARM飛彈。一開始龍捲風ECR就是設計成對敵防空壓制的平台，並有自己的北約序號。有許多北約的飛機都能攜帶對敵防空壓制的武器，但只有少部分是設計成或是單獨被用來執行危險的對敵防空壓制任務。為了減輕駕駛的負擔，所有現代的SEAD戰機都具備有某種程度電戰反制能力的改裝。
乌克兰空军在目前进行中的乌俄战争中，使用经改造发射AGM-88 HARM反辐射导弹的MiG-29和Su-27战机进行SEAD任务打击俄军防空部队。

## 飛機

### 現役機種
- EA-18G咆哮者電子作戰機
- F-16CJ/DJ
- 龍捲風ECR
- 歼-8G
- 苏-24MP
- 殲轟-7A
- 殲-10
- 米格-29（经乌克兰空军改造，使用美制AGM-88 HARM反辐射导弹[5][6]）
- 苏-27（经乌克兰空军改造，使用美制AGM-88 HARM反辐射导弹[7]）

### 歷史機種
- A-6B闖入者
- EA-6B徘徊者
- F-4G幽靈II
- F-100F超級軍刀
- EF-105F/F-105G
- Su-17M3P[8]

## 參照
1. ↑   (PDF).   [2014-03-15]. （原始内容 (PDF)存档于2012-10-28）.
2. ↑  . 2020年6月2日  [2022年3月15日]. （原始内容存档于2022年3月20日）.
3. ↑  KpsZSU. . Twitter. 2022-08-30  [2022-08-30]. （原始内容存档于2022-08-31） （英语）.
4. ↑  D'Urso, Stefano. . The Aviationist. 2022-09-09  [2022-11-30]. （原始内容存档于2022-09-20） （美国英语）.
5. ↑  . Twitter.   [2022-08-30]. （原始内容存档于2022-08-31） （英语）.
6. ↑  . Twitter.   [2022-08-30]. （原始内容存档于2022-09-26） （英语）.
7. ↑  . Twitter.   [2022-09-09]. （原始内容存档于2022-09-09） （英语）.
8. ↑  .   [2014-03-15]. （原始内容存档于2018-10-05）.

## 外部連結
- U.S. Department of Defense definition
- Description of SEAD environment over Kosovo
- Discussion of differing opinions on future threats to western aircraft